# Dalea sousae
Dalea sousae är en ärtväxtart som beskrevs av Rupert Charles Barneby. Dalea sousae ingår i släktet Dalea, och familjen ärtväxter. Inga underarter finns listade i Catalogue of Life.